# Lirey

Lirey este o comună în departamentul Aube din nord-estul Franței. În 1 ianuarie 2022 avea o populație de 115 de locuitori.